# 卡利亞克拉冰川
62°34′35″S 60°09′30″W / 62.57639°S 60.15833°W

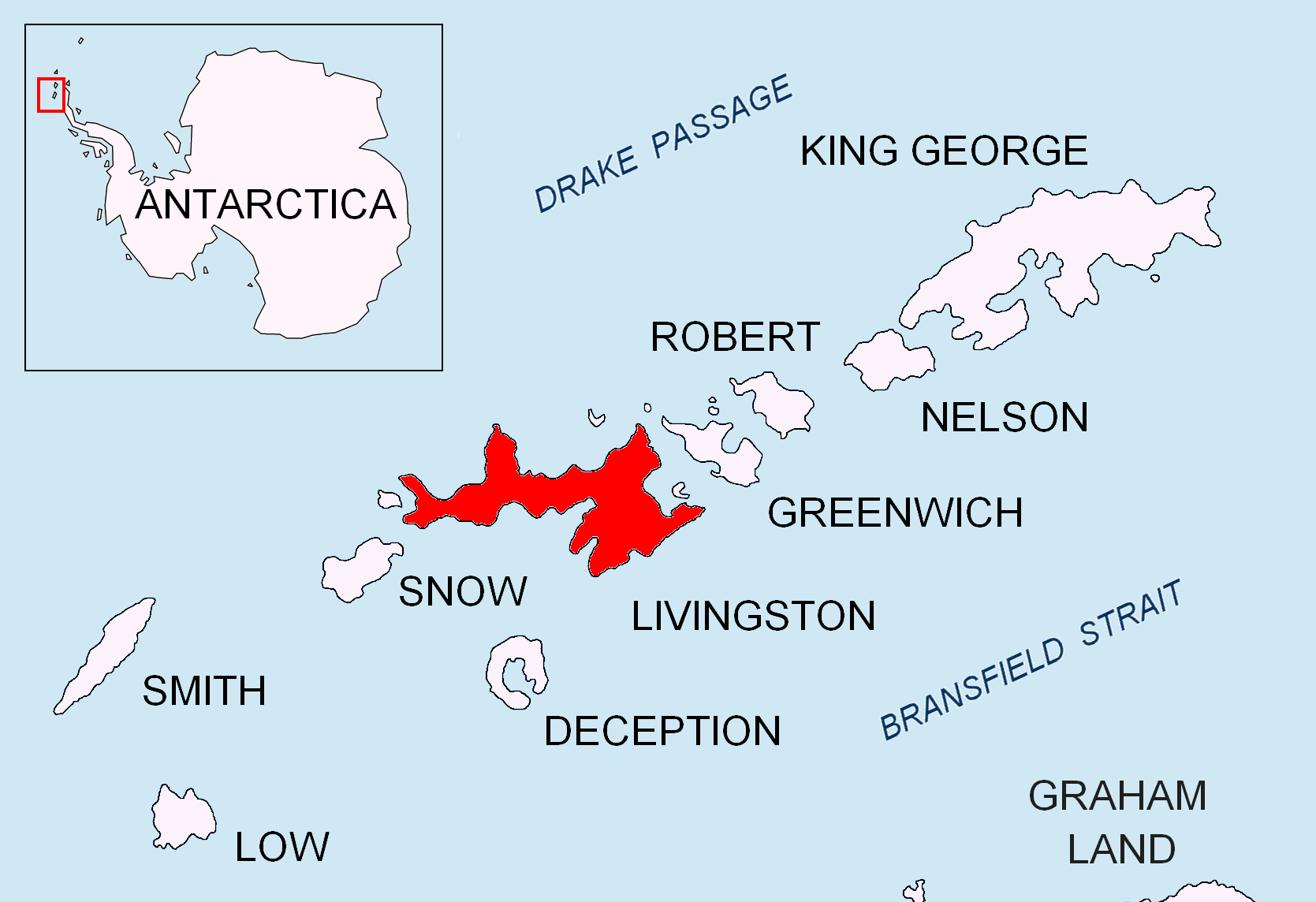

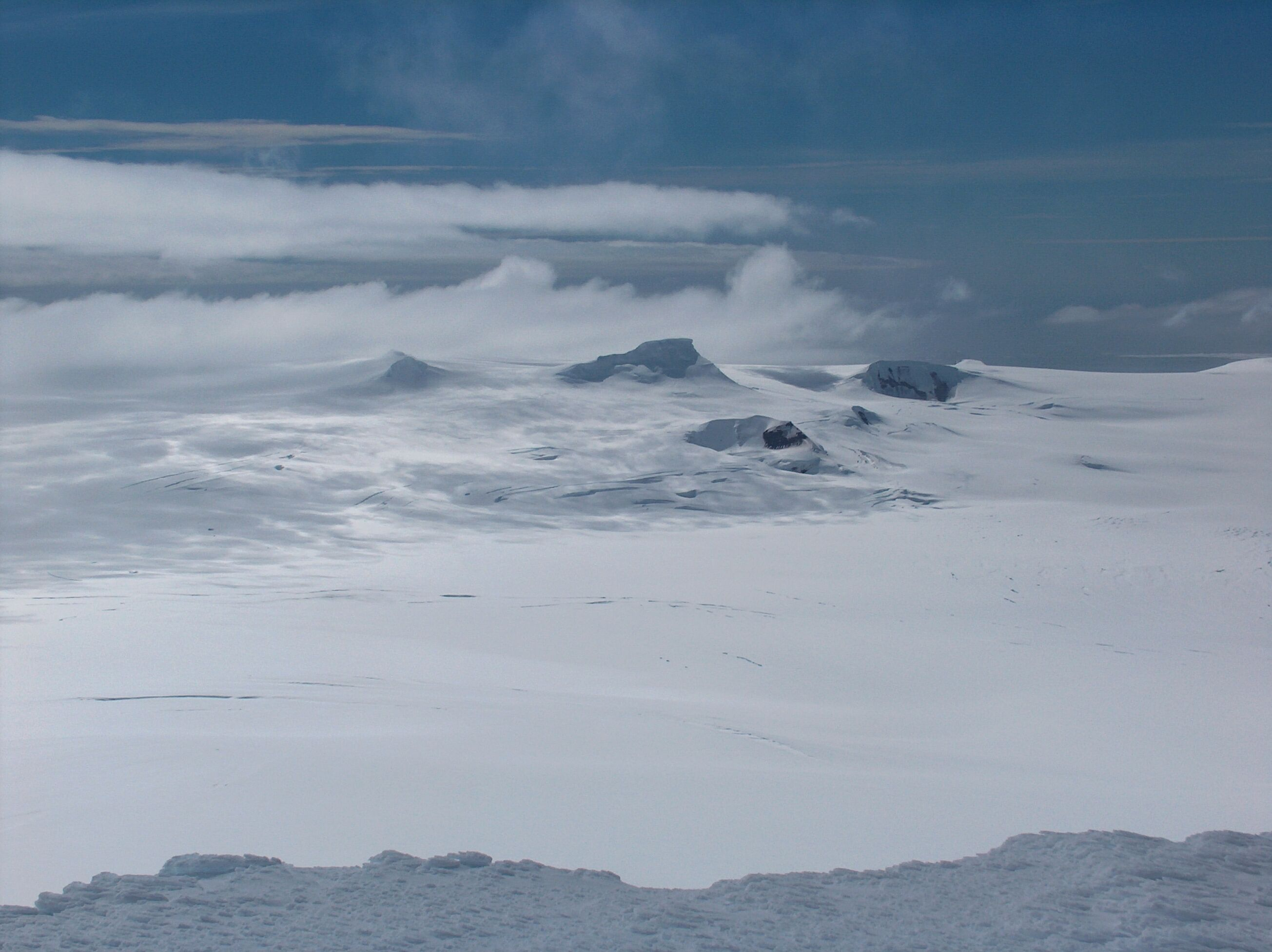

卡利亞克拉冰川是南極洲的冰川，位於南設得蘭群島的利文斯頓島東北部，南面是梅爾尼克嶺和鮑爾斯嶺，最終在辛德爾角以北注入月灣。

## 外部連結
- SCAR Composite Antarctic Gazetteer（页面存档备份，存于）.